# エジプトの聖家族
『エジプトの聖家族』（エジプトのせいかぞく、露: Святое семейство в Египте
、英: The Holy Family in Egypt）は、17世紀フランスの巨匠ニコラ・プッサンがキャンバス上に油彩で制作した絵画である。画家晩年の1655-1657年の間にポール・フレアール・ド・シャントルー (ルイ14世付で建築担当の参事官) の委嘱により、彼の妻モンモール (Montmort) 夫人のために描かれたことが手紙に記されている。主題は、『新約聖書』中の「マタイによる福音書」 (2章14) から採られている聖家族のエジプトへの逃避である。絵画は18世紀にストロガノフ (Stroganov) のコレクションに入り、1932年以来、サンクトペテルブルクのエルミタージュ美術館に収蔵されている。

## 主題
「マタイによる福音書」によれば、主の使いがイエス・キリストの養父聖ヨセフの夢に現れ、「立って幼子 (イエス) とその母 (聖母マリア) を連れてエジプトに逃げなさい。ヘロデ王が幼子を殺そうとしている」といった。そこでヨセフは、夜の間に幼子イエスとマリアを連れてエジプトへ行き、 ヘロデが死ぬまでエジプトにとどまる。主の使いが述べた通り、彼らが逃げた後、ヘロデ王による幼児虐殺が敢行された。

## 作品

ニコラ・プッサン『エリエゼルとリベカ』 (1648年)、ルーヴル美術館、パリ

本作の水平に広がる構図の中心には、立膝をして座る聖母マリアの安定した三角形の姿がくっきりと描き出され、画面の隅々にまで浸透した平和な情感を造形的に支えている。
聖家族のエジプトへの逃避の主題は、しばしば幼子イエスが旅先でいかに奇跡を起こし、食事を得たかというエピソードが描かれる。しかし、この絵画でプッサンは自身の解釈を見せている。場面は町の広場に設定されており、背景のオベリスクやエジプトの聖鳥イビス (右端) 、聖家族に食事 (水とナツメヤシ) を運んでくる2人エジプト人女性と少年たち (通常描かれるような天使ではない) 、そして水に口を寄せるロバによって異国情緒豊かな、きわめて優しい風俗画風の絵画となっている。ちなみに、この2人の女性たちの彫像のような姿は、『エリエゼルとリベカ』 (ルーヴル美術館、パリ) に描かれているリベカの連れの女性たちと同じである。
背景に描かれているエジプト人僧侶の行列のモティーフの由来がしばしば指摘されている。上述のシャントルー宛ての手紙によると、プッサンは、バルベリーニ枢機卿が自身の宮殿で発掘した古代のモザイク画をそのまま用いた。彼らはセラピス神を信奉する僧侶たちで、頭は剃髪し、藁の冠を被っている。身に着けているのは当時の服装で、手にはタンバリン、フルート、トランペット、鷹の飾りのある杖を持っている。画面中央のセラピス神の寺院の下には、セラピス神の遺骨を収めたソロ・アピンという名の箱が見えるが、僧侶たちは寺院までこの箱を運んできたのである。背景右端の塔のある建物には聖鳥イビスの巣が作られており、凹面の屋根を持つ建物は降雨を貯水するためのものである。プッサンは古代エジプトを再現するための念入りの考証をしている。